# Stazione di Kadoma-shi
La stazione di Kadoma-shi (門真市駅?, Kadoma-shi-eki) è una stazione della Monorotaia di Ōsaka e delle Ferrovie Keihan, sulla linea principale Keihan situata nella città di Kadoma. La stazione è segnalata dal numero (24) per la monorotaia.

## Struttura

### Ferrovie Keihan
La stazione della Keihan è costituita due marciapiedi laterali con due binari passanti centrali, su viadotto, al centro dei quali sono presenti altri due binari per il passaggio dei treni veloci.
| 1 | ● Linea principale Keihan | per Hirakatashi, Chūshojima, Sanjō e Demachiyanagi (ora di punta)         |
| 2 | ● Linea principale Keihan | per Moriguchishi, Kyōbashi, Yodoyabashi o Nakanoshima (linea Nakanoshima) |

### Monorotaia
La stazione della monorotaia è su viadotto e dispone di una banchina a isola centrale con due binari tronchi laterali.
| 1 | ● Monorotaia di Ōsaka | binario per i treni terminanti la corsa                                             |
| 2 | ● Monorotaia di Ōsaka | per Minami Ibaraki, Bampaku-kinen-kōen, Senri-Chūō e Osaka Aeroporto Internazionale |

## Stazioni adiacenti
| «                             | Servizio                | »                       |
| Linea principale Keihan       | Linea principale Keihan | Linea principale Keihan |
| ----------------------------- | ----------------------- | ----------------------- |
| Nishisansō                    | Locale Semiespresso     | Furukawabashi           |
| Tutti gli altri treni passano |                         |                         |
| Monorotaia di Osaka           |                         |                         |
| Dainichi                      | -                       | Capolinea               |